# Palaeochrysophanus sajana
Palaeochrysophanus sajana är en fjärilsart som beskrevs av Igor Kozhanchikov 1924. Palaeochrysophanus sajana ingår i släktet Palaeochrysophanus och familjen juvelvingar. Inga underarter finns listade i Catalogue of Life.